# Fraisse-Cabardès
Fraisse-Cabardès település Franciaországban, Aude megyében. Lakosainak száma 104 fő (2022. január 1.). Fraisse-Cabardès Aragon, Brousses-et-Villaret, Cuxac-Cabardès, Montolieu, Villardonnel és Fontiers-Cabardès községekkel határos.

## Népesség
A település népessége az elmúlt években az alábbi módon változott:
| Lakosok száma | 119  | 81   | 97   | 111  | 110  | 105  | 104  | 105  | 105  | 104  |
|               | 1968 | 1982 | 1990 | 2006 | 2013 | 2015 | 2017 | 2019 | 2020 | 2022 |